# Kirchschlag in der Buckligen Welt
Kirchschlag in der Buckligen Welt je město v rakouské spolkové zemi Dolní Rakousy, v okrese Vídeňské Nové Město. Žije zde přibližně 2 900 obyvatel.

## Politika

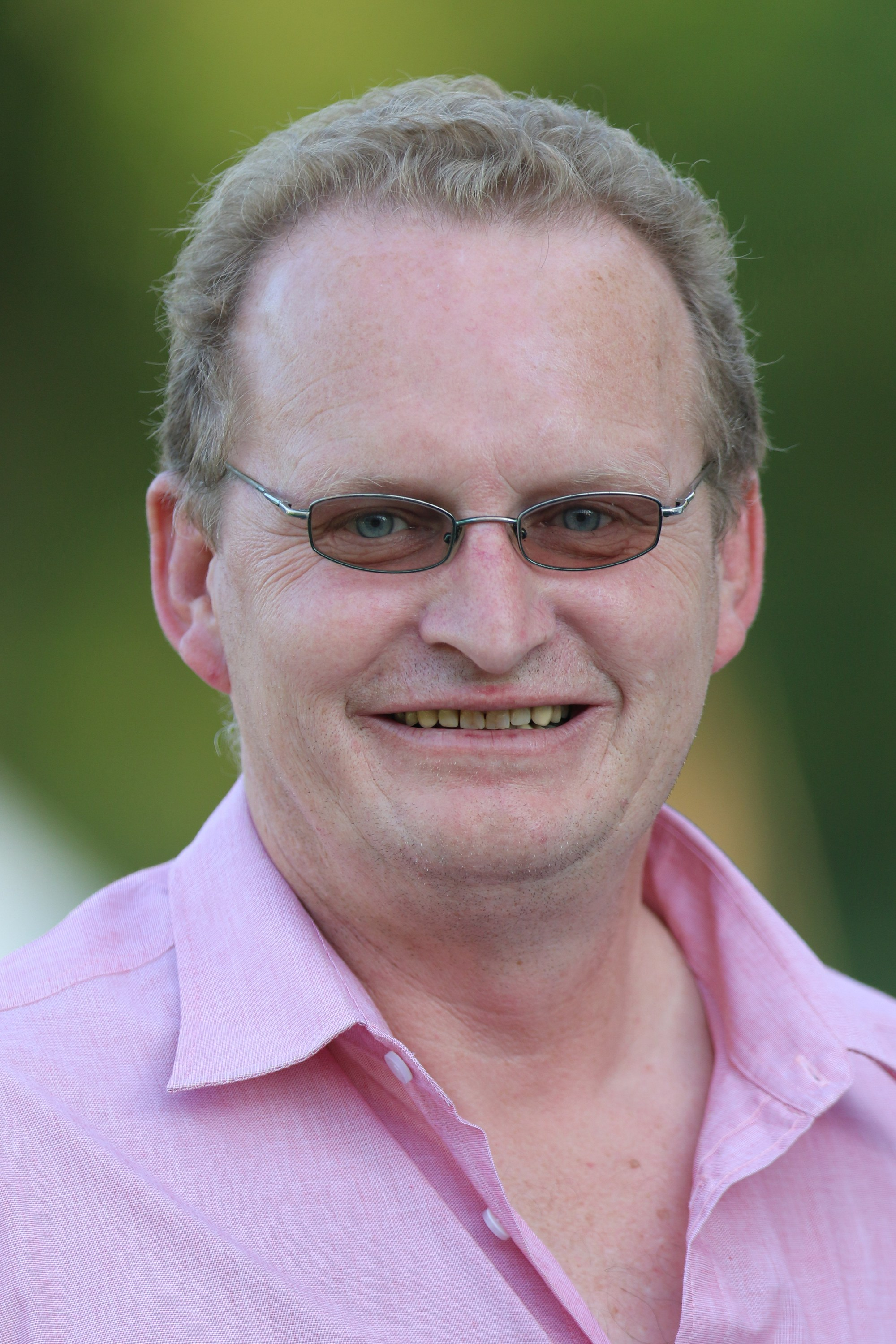
Kirchschlag in der Buckligen Welt, starosta Josef Freiler (01)

### Starostové
Starostou od roku 2014 je Josef Freiler (ÖVP).
Předchozí starostové byli:
- 1945 Karl Koglbauer
- 1945 do roku 1946: Karl Pichler
- 1946 do roku 1947: Franz Pichler
- 1947 do roku 1955: Josef Ungerböck
- 1955 do roku 1972: Karl Baueregger
- 1972 do roku 1985: Alois Dopler
- 1985 do roku 1999: Gottfried Schwarz
- 1999 do roku 2013: Franz Pichler-Holzer
- od roku 2013: Josef Freiler